# Nemrut (volcan)
Pour les articles homonymes, voir Nemrut.
Le Nemrut est un volcan dormant, situé au bord du lac Van en Turquie. Il a une altitude de 3 050 m et sa caldeira elliptique a un diamètre d'environ 7 × 8 km et est occupée par un lac, le lac de Nemrut (Nemrut Gölü), situé à 2 247 mètres d'altitude et dont la profondeur maximale atteint 155 m.

## Géographie

### Topographie
Le volcan, de forme elliptique, couvre 486 km2. Son centre contient 377,5 km3 de matériaux volcaniques, principalement de la lave vieille de 0,23 à 1,18 million d'années. Le Nemrut possède une caldeira distincte d'une superficie de 46,7 km2 et d'un volume de 32,9 km3 ; l'altitude maximale du bord de la caldeira est de 2 935 m (à Sivritepe, sur son rebord nord). La hauteur moyenne des parois intérieures de la caldeira est de 600 m. Le point le plus bas de la caldeira coïncide avec le point le plus profond du lac Nemrut (2 071 m d'altitude).

### Hydrographie
Trois lacs occupent le fond de la caldeira : le plus grand, le lac Nemrut (en turc : Nemrut gölü), et deux plus petits, le lac Ilı (en turc : Ilı gölü « lac chaud ») et celui appelé « lac saisonnier »,.

Les lacs de la caldeira
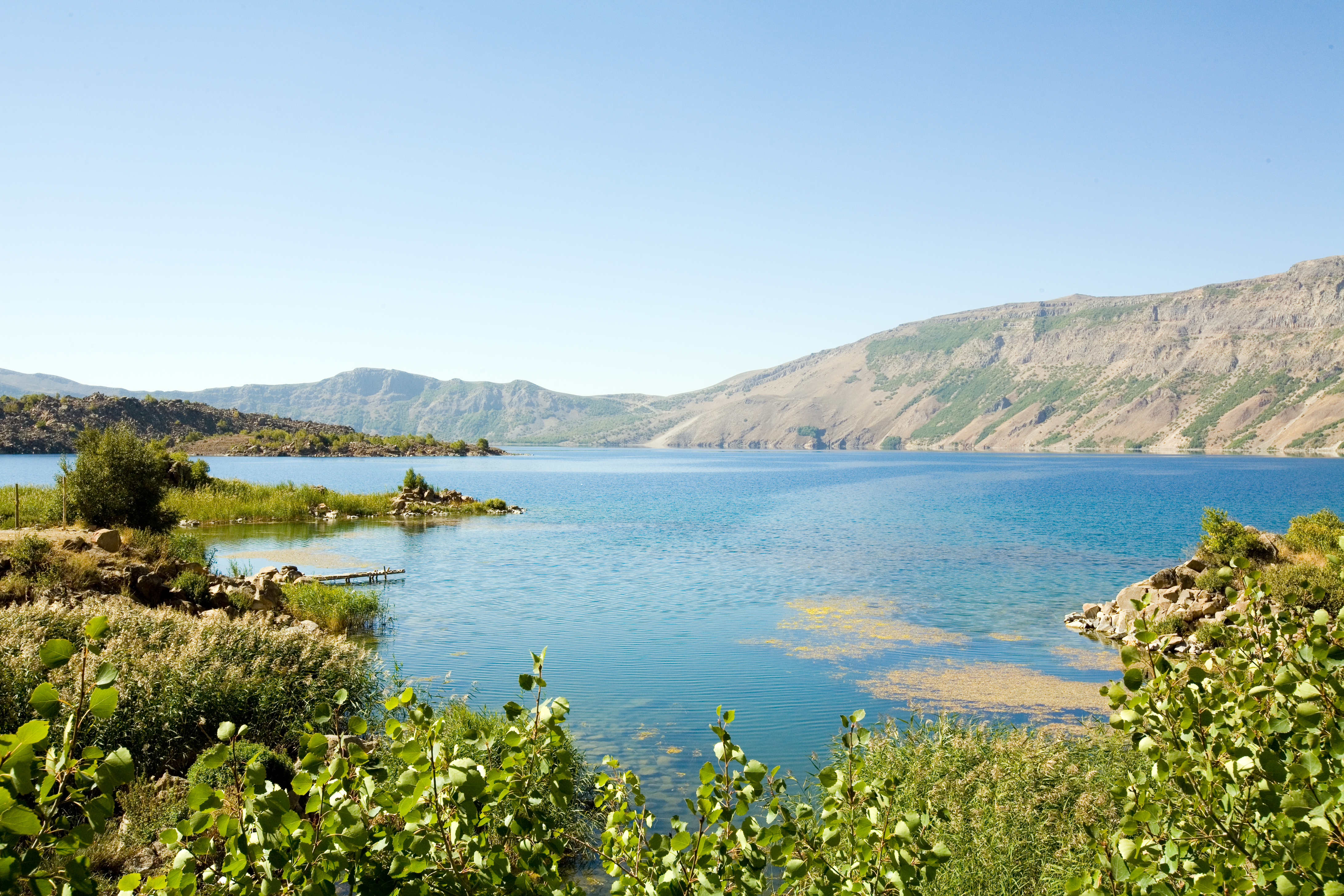
Lac Nemrut, vue nord-est
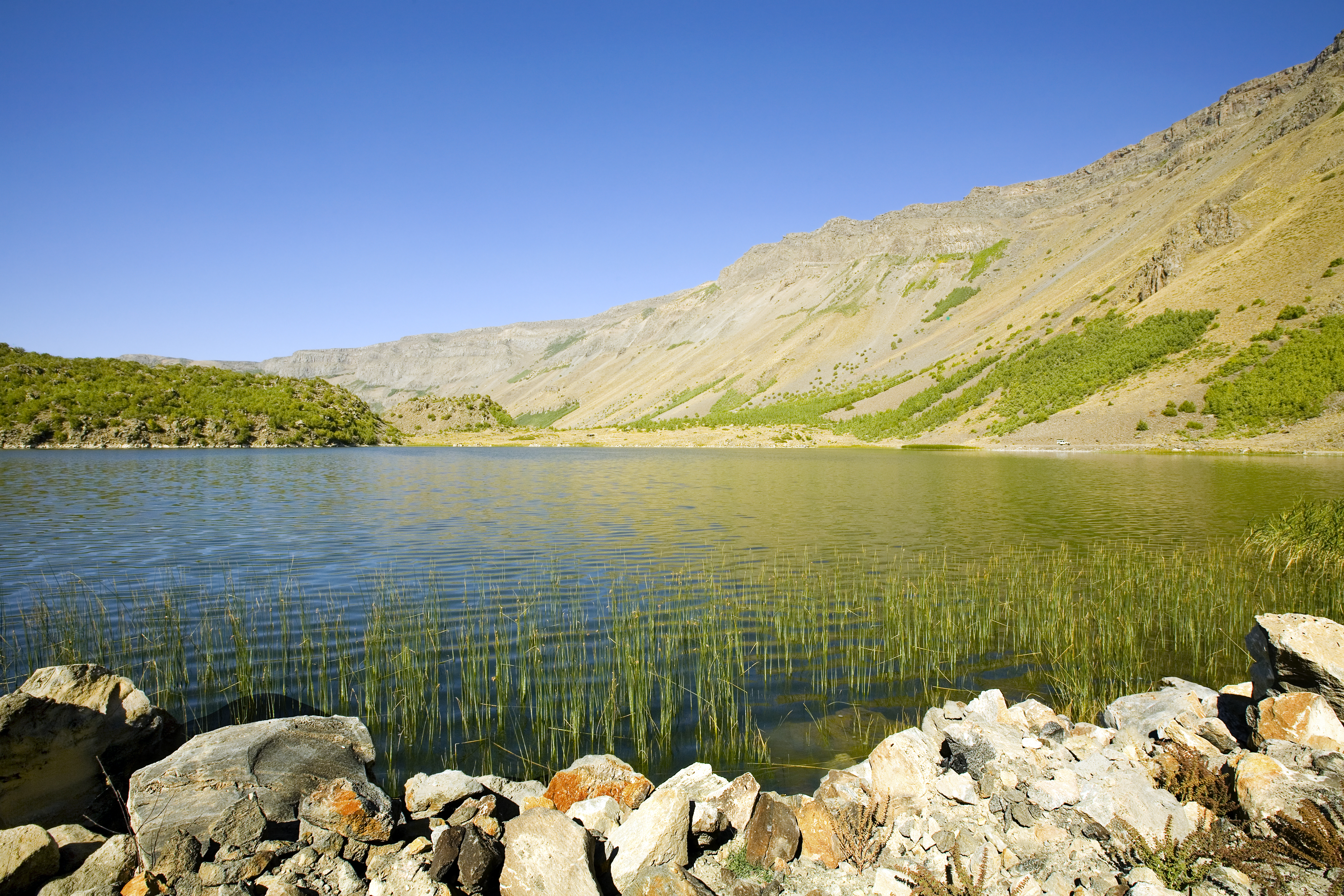
Lac Ilı, vue est
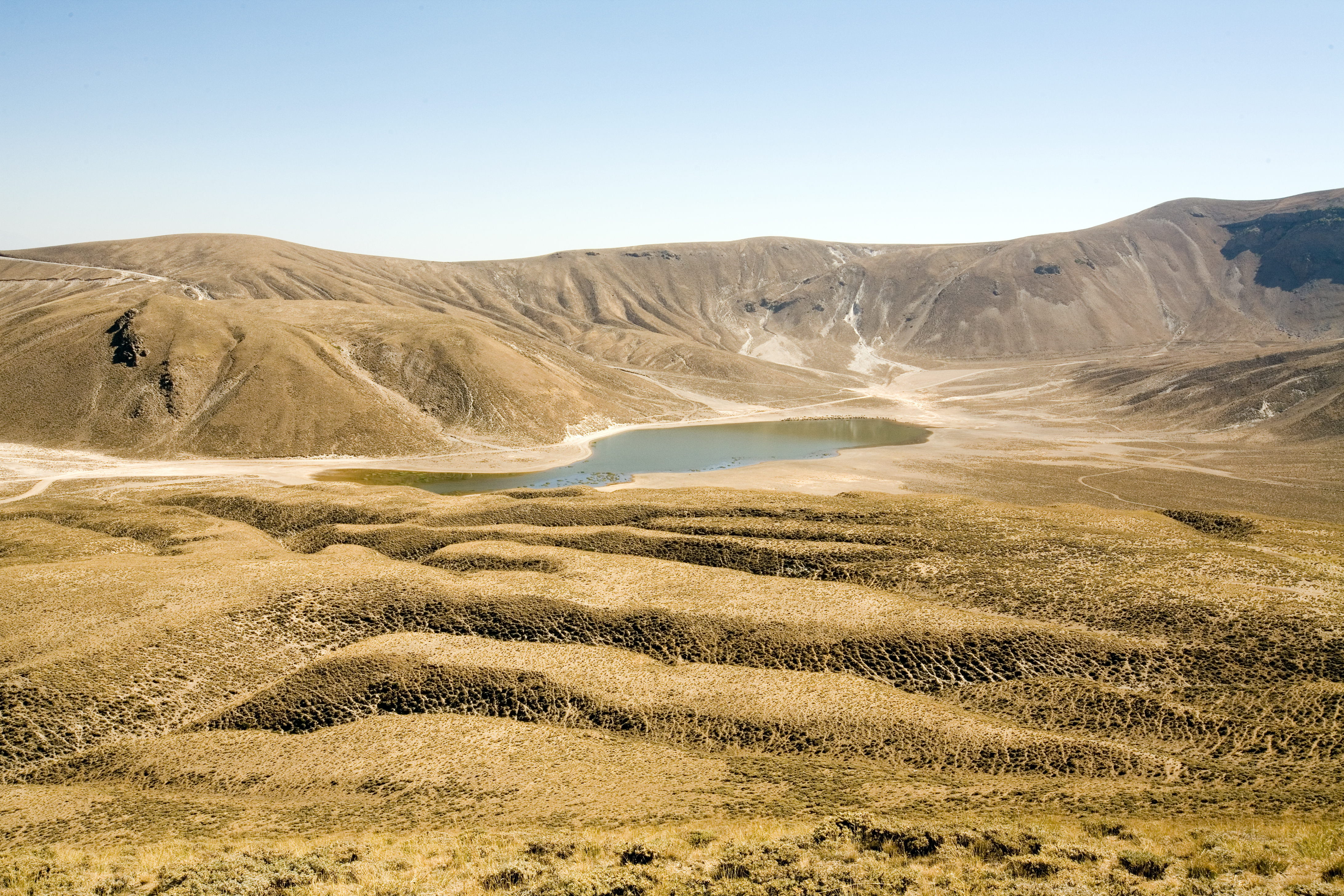
« Lac saisonnier »

### Géologie
Le Nemrut est un stratovolcan, le plus récent des volcans du sud-est anatolien.
Les éruptions du Nemrut sont principalement de type plinien. Leurs produits sont principalement alcalins et comprennent une large variété de laves : du basalte à la rhyolite et à la phonolite, ainsi que des émissions pyroclastiques et des scories. Les éruptions ont été soit effusives, soit explosives. Le volcan Nemrut est situé sur une faille qui traverse le volcan du nord au sud ; il comprend un cratère principal et un certain nombre de petits cratères, maars, sources chaudes et fumerolles.

Structure du Nemrut
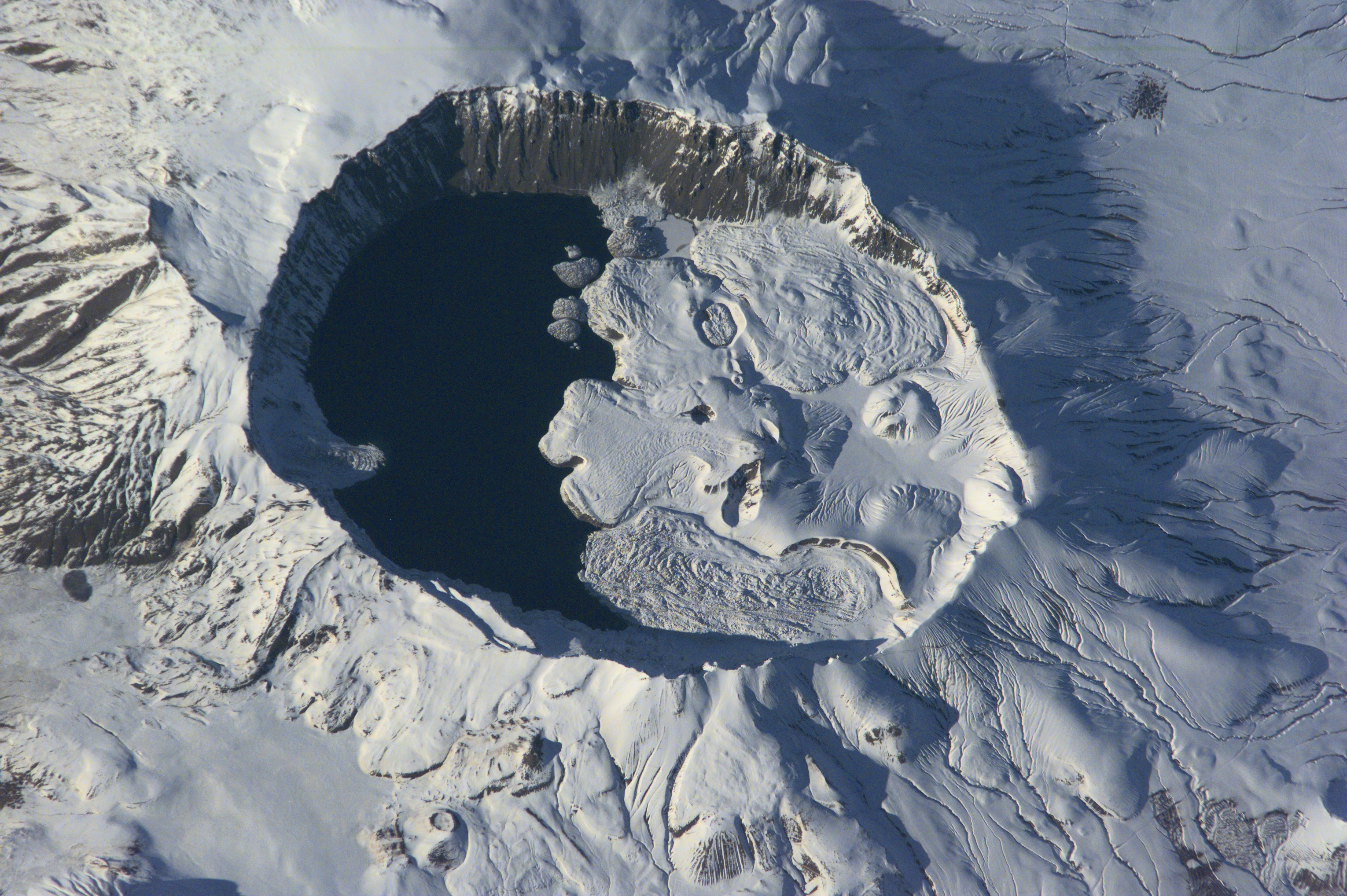
Vue depuis l'espace en hiver.
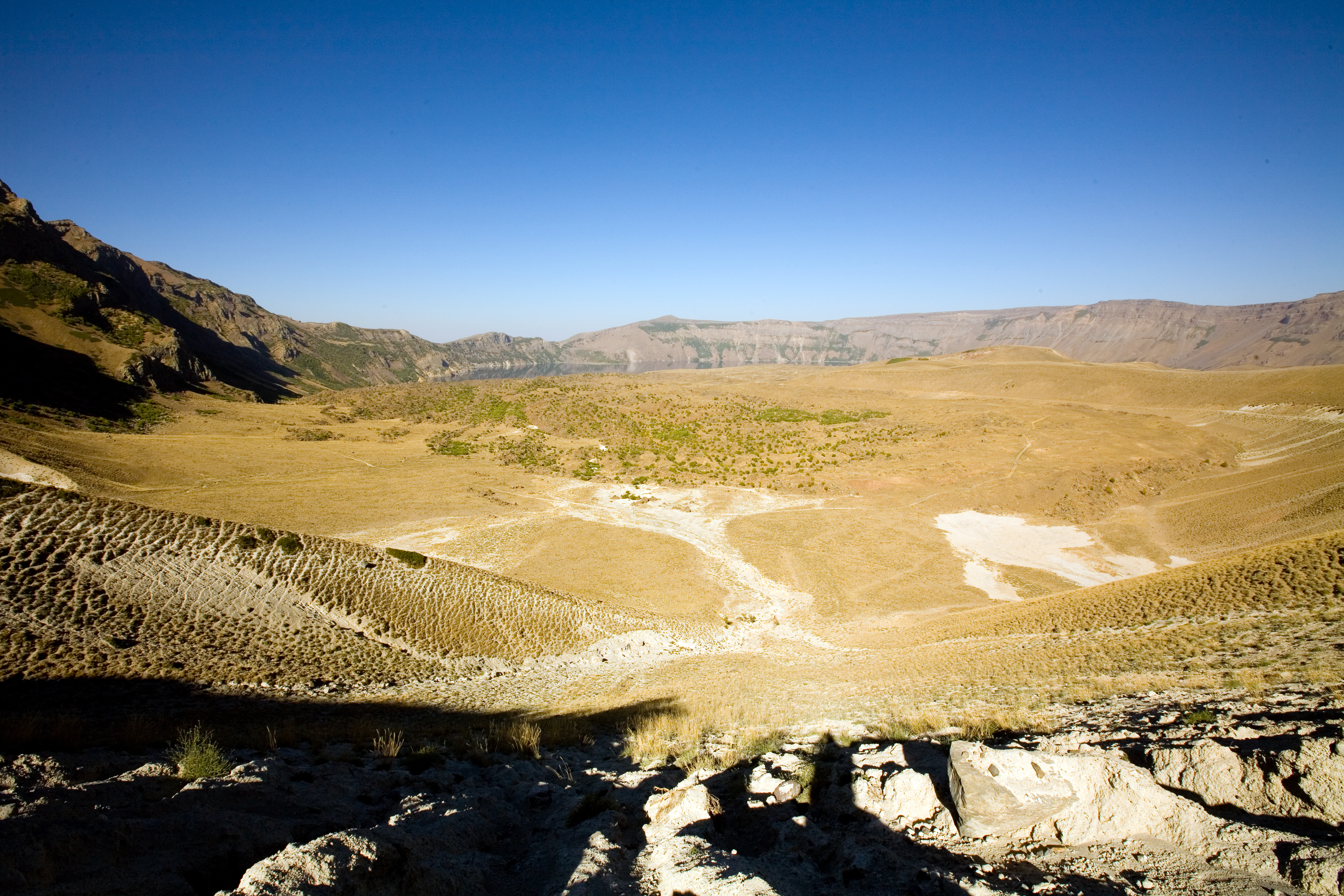
Caldeira vue de son bord sud-est.
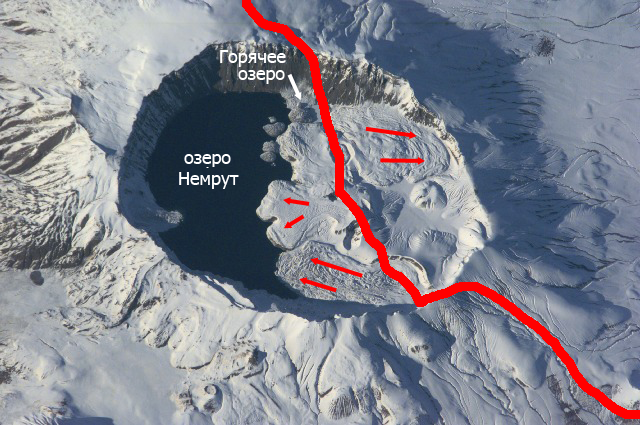
La ligne rouge montre la faille du Nemrut avec des flèches indiquant les directions des coulées de lave.

Il est prouvé que la nature du volcanisme dans la région peut changer en raison du déplacement des contraintes à la frontière des plaques arabe et eurasienne. La direction de la pression provenant de la plaque arabe tourne progressivement du sud-nord à l'ouest-est, avec un déplacement linéaire de 7,8 à 9 mm par an.

## Histoire éruptive
L'activité volcanique du Nemrut s'est déroulée en trois étapes : la formation d'un cône (stade pré-caldeira), le stade post-caldeira et le stade tardif.
Le volcan semble avoir été actif jusqu'en 1597. Les éruptions du Nemrut ont eu pour conséquence la création du lac de Van.
Dans les années 1980, des volcanologues japonais ont étudié l'évolution des gaz à l'intérieur de la caldeira du Nemrut. Ils ont constaté que le rapport des isotopes d'hélium 3 He / 4 He est de 1,06 × 10 - 5, ce qui indique une activité volcanique (la majeure partie de l'hélium mesuré a évolué à partir du manteau). Des études plus récentes ont confirmé ces résultats. L'activité sismique dans la région est élevée : ces dernières années, il y a eu plusieurs tremblements de terre directement liés à la faille de Nemrut. Les événements sismiques importants des 150 dernières années survenus à moins de 30 km du Nemrut comprennent les tremblements de terre du 18 mai 1881 (magnitude 6,7), du 29 mars 1907 (5), du 27 janvier 1913 (5), du 14 février 1915 (6) et du 3 novembre 1997 (5).
L'activité fumarolique et la présence de nombreuses sources chaudes sont observées au fond de la caldeira.

Preuves de l'activité volcanique continue au Nemrut
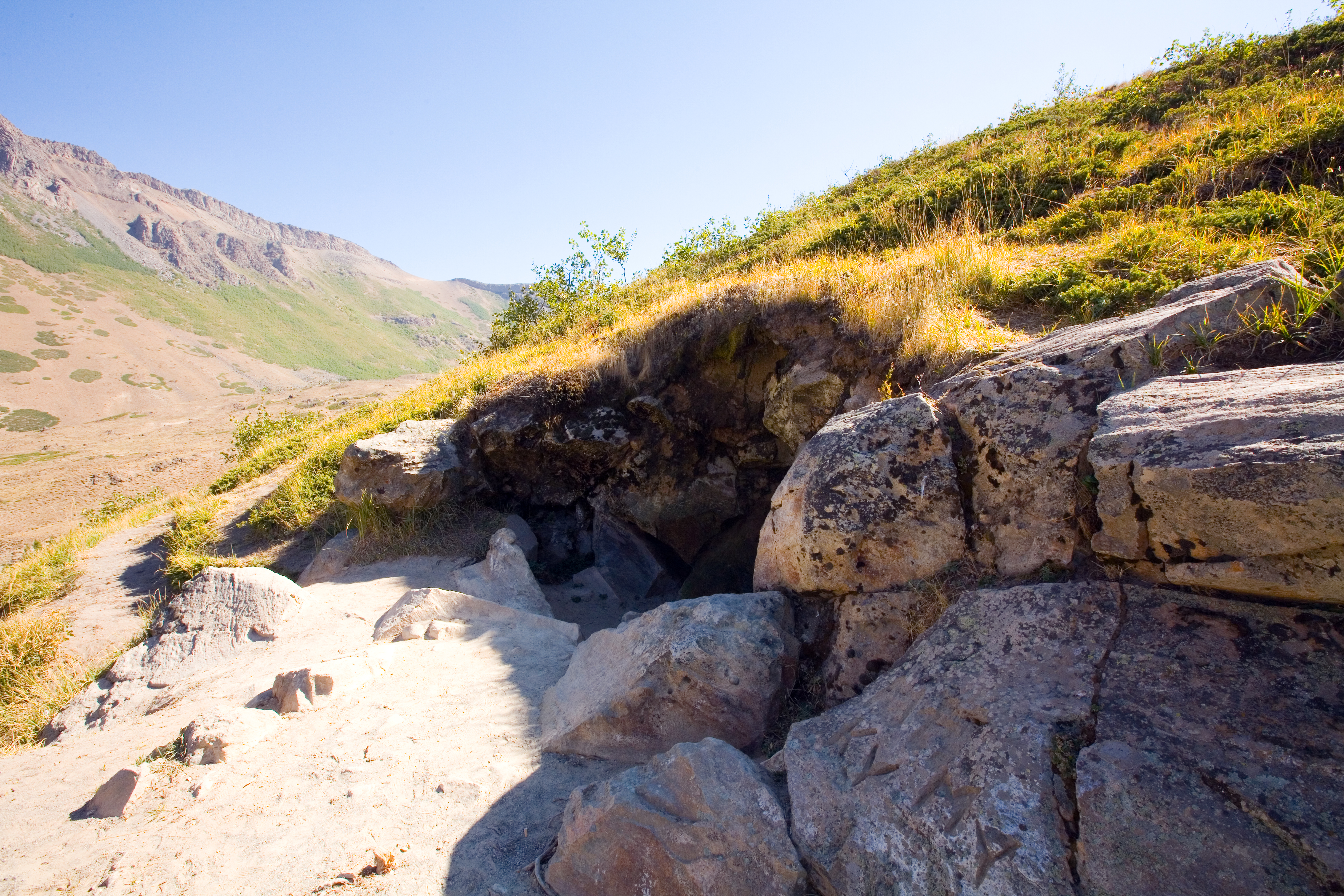
Fumerolles au fond de la caldeira.
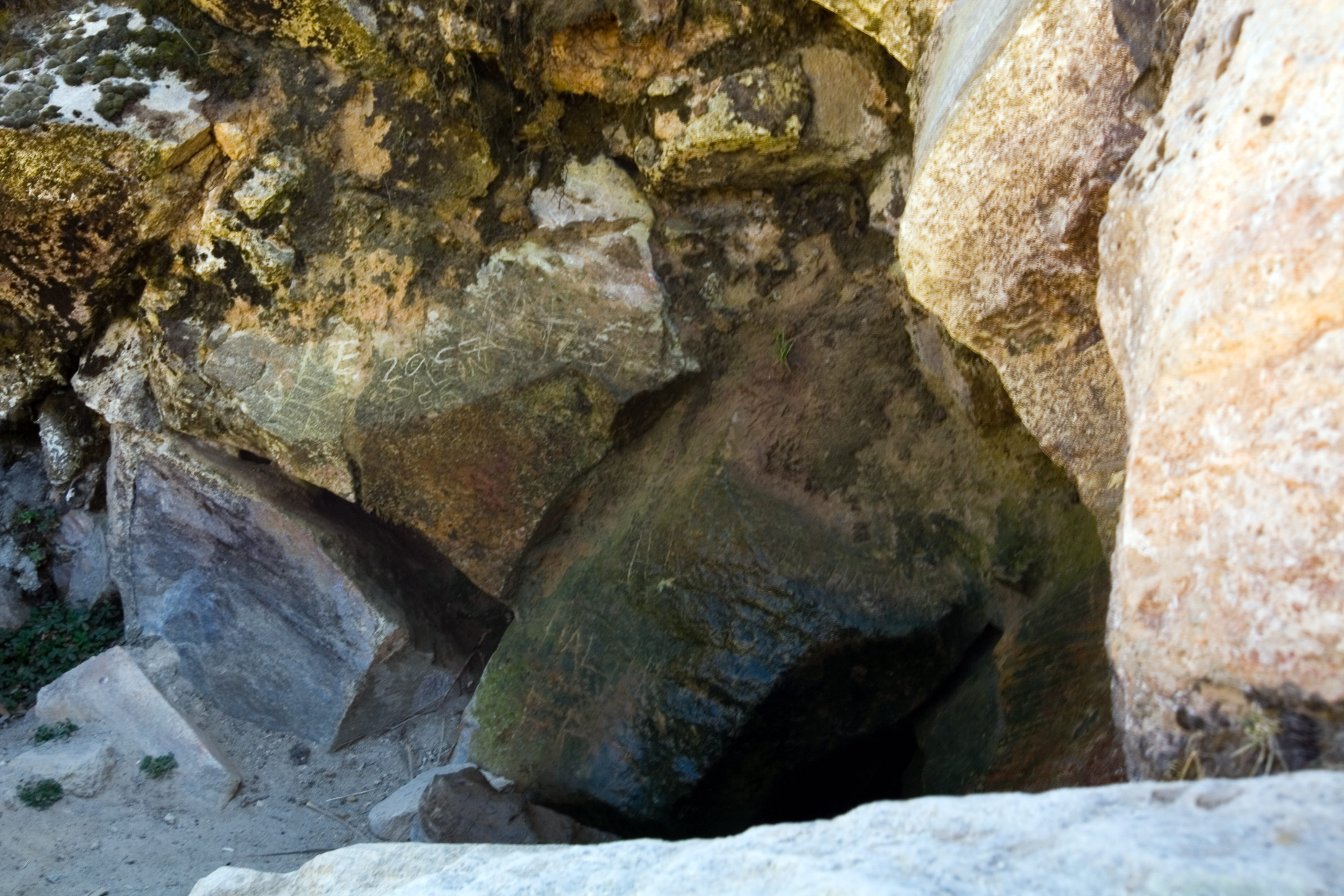
Autres fumerolles.
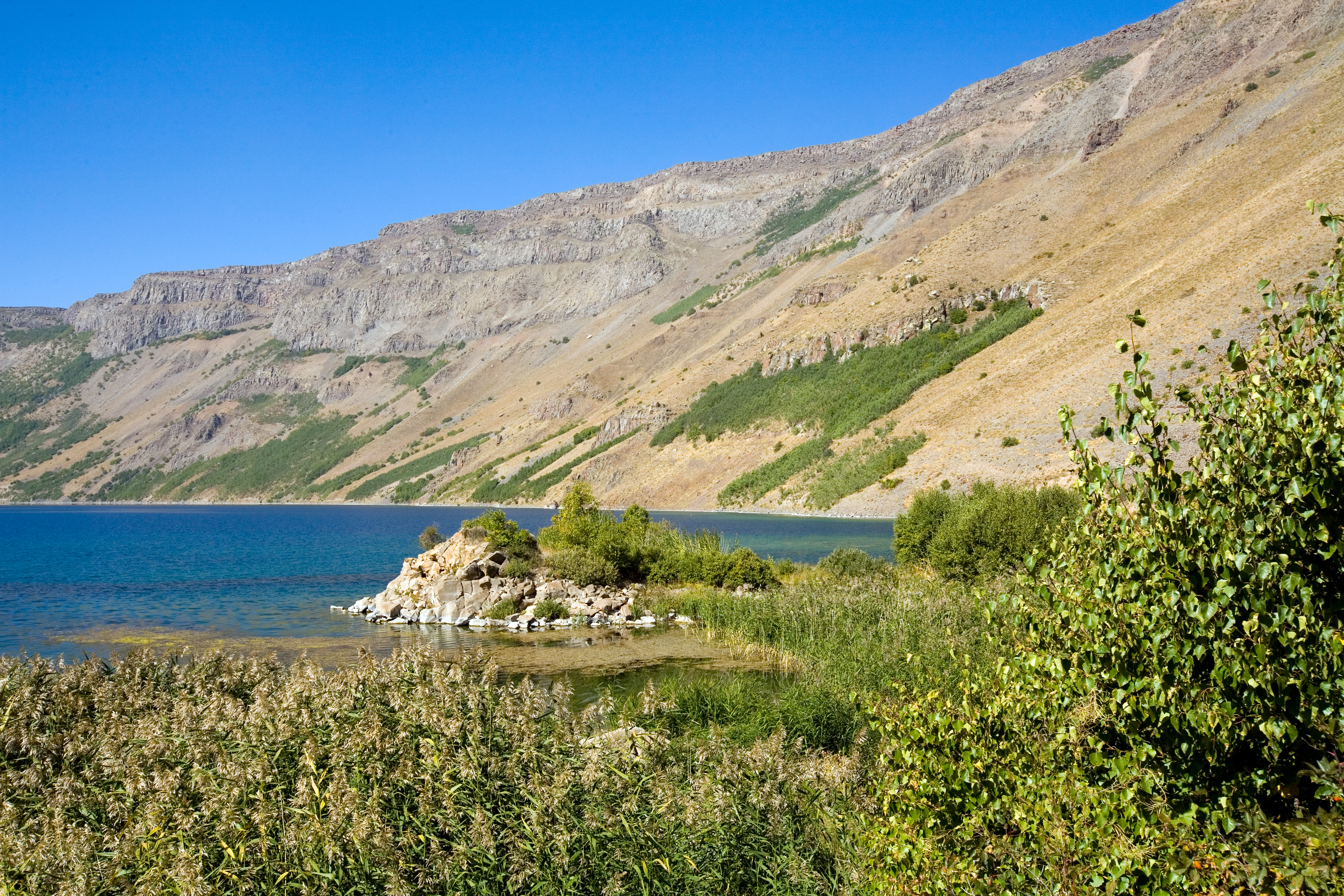
L'une des sources chaudes qui alimentent le lac Nemrut.

## Tourisme
La ville de Tatvan est le point de départ de circuits qui permettent d'atteindre le bord du cratère en quatre à cinq heures de marche dans des conditions optimales de juin à septembre. Les flancs du volcan sont couverts de chênes et de bouleaux.